# Leśne skrzaty i kaczorek Feluś
Leśne skrzaty i kaczorek Feluś – serial animowany produkcji polskiej wyprodukowany w latach 1982–1985. Zawiera siedem odcinków. Serial opowiada o przygodach leśnych skrzatów i kaczorka Felusia.

## Twórcy
- Reżyseria: Wadim Berestowski
- Scenariusz: Wadim Berestowski, Antoni Bańkowski
- Muzyka: Piotr Hertel, Janusz Sławiński, Zdzisław Szostak
- Dźwięk: Stanisław Piotrowski, Zygmunt Nowak
- Kierownictwo produkcji: Ryszard Okuński, Zygmunt Smyczek, Ignacy Goncerz, Andrzej Wawrzonowski, Urszula Długosz
- Produkcja: Studio Małych Form Filmowych Se-ma-for

## Obsada
- Andrzej Herder – kaczorek Feluś
- Tomasz Pietrasik – skrzat Bim
- Włodzimierz Wdowiak – skrzat Bam
- Jan Pieczątkowski – skrzat Tom
- Esmeralda Gajęcka – Basia
- Anna Francman – mama
- Barbara Kittel – Zyg-Zyg
- Alicja Knast – zielarka
- Witold Śnieżko-Błocki

## Spis odcinków
1. Bracia
2. Na jagody
3. Krasnoludek
4. Narodziny
5. Dzika kaczka
6. Kolega z Afryki
7. Wielki wyścig